# Philaronia
Philaronia är ett släkte av insekter. Philaronia ingår i familjen spottstritar.
Kladogram enligt Catalogue of Life:
| Philaronia | \| \| Philaronia abjecta \| \| \| \| \| \| Philaronia bilineata \| \| \| \| |
|            | \| \| Philaronia abjecta \| \| \| \| \| \| Philaronia bilineata \| \| \| \| |
|            | Philaronia abjecta                                                          |
|            |                                                                             |
|            | Philaronia bilineata                                                        |
|            |                                                                             |